# ووبنگانه
ووبنگانه (به لاتین: Łubniany) یک روستا در لهستان است که در گمینا ووبنگانه واقع شده‌است.